# Nola nimbimargo
Nola nimbimargo är en fjärilsart som beskrevs av Dyar 1914. Nola nimbimargo ingår i släktet Nola och familjen trågspinnare. Inga underarter finns listade i Catalogue of Life.